# Guillaume-Gabriel Nivers
Guillaume-Gabriel Nivers (Melun(?), 1632 – Parijs, 30 november 1714) was een Frans componist, organist en muziektheoreticus.
Op 22-jarige leeftijd werd hij organist van de Saint-Sulpice te Parijs. Nivers publiceerde drie verzamelingen orgelwerken (in 1665, 1667 en 1675). Zijn orgelwerken zijn belangrijk voor de ontwikkeling van de muziek voor het instrument. Vanaf het Premier Livre d'orgue (cent pièces pour tous les tons d'église omvattend) bracht Nivers volledig de gevarieerde kleuringsmogelijkheden van het Franse orgel tot uiting in zijn muziek, contrasterend met de strenge polyfonie van zijn voorgangers zoals Jehan Titelouze en François Roberday, onder andere in de voor de Franse orgelmuziek zo typische basses de trompettes, récits de cromorne, récits de cornet en de récits de tierce. In zijn tweede boek nam hij gezangen voor de mis op om af te wisselen met het koor van de gregoriaanse gezangen. Het derde boek omvat stukken gegroepeerd als suites, met preludes, fuga's en dialogen, waarbij het Clicquot-orgel van de Saint-Sulpice (niet langer meer in die kerk) hem waarschijnlijk sterk heeft geïnspireerd.
In 1678 werd Nivers benoemd aan de Chapelle royale, samen met Jacques Thomelin, Jean-Baptiste Buterne en Nicolas Lebègue, een positie die hij voor een kwartaal per jaar bekleedde. Na de dood van Thomelin in 1693 was François Couperin de vierde organist.
Nivers componeerde ook petitis-motets voor één stem, de Motets à voix seule accompagnée de la basse continue et quelques autres motets à deux voix avec l'Art d'accompagner sur la basse continue (1689). 
Nivers was een zeer gelovig man (hij voegde ter ere van de aartsengel de naam Gabriël aan Guillaume toe. Zij vroomheid deed Madame de Maintenon hem kiezen om de muziek in Saint-Cyr te leiden. Vanaf 1668 gaf hij zangonderricht aan de jonge dames, de 'demoiselles', van de kostschool, repeteerde hij er de koren en begeleidde hij hen tijdens de mis. Tijdens zijn werk te Saint-Cyr bracht hij een verzameling Chants et motets à l'usage des Dames de Saint-Louis à Saint-Cyr (1692) uit. Bij de uitvoeringen in 1689 en 1690 van Esther en Athalie van Jean Racine bespeelde hij het klavecimbel.
Nivers werkte ook, samen met onder andere Michel-Richard Delalande, Henry Du Mont en Nicolas Bernier, tussen 1658 en 1706 aan een zesdelige verzameling van liturgische muziek.
Op muziektheoretisch gebied publiceerde Nivers een Traité de la composition de musique (1667), een Méthode certaine pour apprendre le plainchant de l'Église (1698) en een Dissertation sur le chant grégorien (1683). Zijn al genoemde Art d'accompanger sur la basse continue uit 1689 is een van de eerste publicaties gewijd aan dit onderwerp in Frankrijk

## Geselecteerde discografie
- Oeuvres vocales et instrumentales, met Henri Ledroit (contratenor), Michele Ledroit (sopraan), Anne-Marie Lasla (viola da gamba) en Louis Thiry (Clicquot-orgel van de Saint-Jacques et Saint-Christophe te Houdan (FYCD 122)
- Motets et hymnes de l'église, les Demoiselles de Saint-Cyr, orgel en leiding Emmanuel Mandrin (Thomas Dallam orgel uit 1675-1680 van de kerk te Guimiliau te Finistère)(Auvidis-Astrée, E 8621)